# Pomorzany-Kolonia
Pomorzany-Kolonia – wieś w Polsce położona w województwie mazowieckim, w powiecie radomskim, w gminie Wierzbica. Ma status sołectwa.
W latach 1975–1998 miejscowość położona była w województwie radomskim. 
Wierni Kościoła rzymskokatolickiego należą do parafii św. Stanisława w Wierzbicy.